# Větší než malé množství lásky
Větší než malé množství lásky je páté studiové album české hudební skupiny Lucie, vydané v roce 1998. Obsahuje celkem 11 písní, z větší části autorských (dvěma písněmi na album přispěl Oskar Petr). Na dosud vydaných dvou kompilačních albech skupiny byly jako hity z této desky vybrány písně Svítání, Panic, Medvídek a S tebou (album Vše nejlepší 88–99 z roku 1999), k nimž pak další výběrové The Best of Lucie (2009) přidalo ještě písně Kengi a Lovec, střelec, doktor & vědec.
Autorem titulního snímku dvou těhotných žen stojících v moři čelem k sobě je nizozemský fotograf Roberto Peeters.

## Seznam skladeb (CD, MC)
1. Kengi (hudba a text: Oskar Petr)
2. Jeden tvůj dotek (hudba: David Koller, text: Michal Dvořák, Robert Kodym, David Koller)
3. Lovec, střelec, doktor & vědec  (hudba a text: Robert Kodym)
4. Svítání (hudba: Michal Dvořák, David Koller, text: Michal Dvořák)
5. Panic (hudba a text: Robert Kodym)
6. Země (hudba a text: David Koller)
7. S tebou (hudba a text: David Koller)
8. Balada o kocourovi a bylině (hudba: Marek Minárik, David Koller, text: Robert Kodym)
9. Iveta (hudba: Robert Kodym, David Koller, text: Robert Kodym)
10. Tvůj Lucifer (hudba a text: Robert Kodym)
11. Medvídek (hudba: Oskar Petr, text: Robert Kodym)

## Sestava skupiny v době natáčení alba
- Michal Dvořák
- Robert Kodym
- David Koller
- Marek Minárik

### Hosté
- Karel Holas (housle)
- František Černý (mandolína)
- Sylvia Georgieva (cemballo)
- Pavel Karlík (kytara)
- Keng Chiravan Petchmool, Karolína Kosová, Tereza Synáčová, Jarka Synáčová (vokály)

## Koncertní prezentace
Nové album skupina prezentovala publiku na turné Pepsi Cola Tour, v jehož rámci odehrála během května 1999 celkem 9 koncertů vesměs ve velkých arénách nebo pod širým nebem. 

## Detaily
- Těsně před vydáním alba se do sestavy skupiny vrátil jeden z jejích zakládajících členů, baskytarista P.B.CH.[3]
- Píseň Kengi Oskar Petr skupině nabídl již v roce 1991 během nahrávání alba In The Sky. Tehdy se jmenovala Candy, měla anglický text a podstatně rockovější aranžmá.[4]
- V bookletu alba je obsažen text popisující situaci v Tibetu a vyjadřující podporu myšlenky nezávislosti této země. Svou solidaritu skupina takto veřejně projevila na základě obeznámení se situací, které členům kapely zprostředkoval jejich společný kamarád Stanislav Penc.[5]